# MBC C&I
MBC C&I(엠비씨씨앤아이)는 방송 콘텐츠 제작 · 판매와 방송 인프라 구축 · 운영을 사업영역으로 하는 문화방송의 자회사이다.

### MBC프로덕션
- 1991년: 회사 창립
- 1995년: 본사를 여의도로 이전
- 2000년: MBC 예술단과 합병
- 2004년: 성과주의 인사제도 도입
- 2005년: 종합편집실을 디지털 기반으로 전환
- 2008년: 사무실을 문화방송 본사 내로 이전
- 2011년: MBC 프로덕션과 MBC 미디어텍을 MBC C&I로 합병

### MBC미디어텍
- 1991년 1월 10일: 회사 창립 (TV 중계, 조명 사업)
- 1992년 1월: 종합편집실 개관
- 1993년 12월: 제작 사업 출범
- 1994년 9월: 방송 SI 사업 출범
- 1996년 5월: 종합편집실 이전 (잠실 → 신길)
- 1998년 8월: MBC 엠비넷 설립(ARS 사업 출범), 사옥 이전(잠실 → 목동 방송회관)
- 2002년 5월: SDTV 중계차(중계 2호) 제작 운용
- 2002년 6월: 2002 한일 월드컵 공동 중계 (ZDF, ARD, Fuji-tv, SKY Perfec TV)
- 2003년 4월: 양평동 MBC 스튜디오 개관
- 2006년 3월: HD 중계카메라 7대 도입 및 HD 편집실 1실 준공
- 2007년 7월: OBS경인TV 방송센터 구축 설비공사 수주
- 2007년 12월: 매출 500억 원 초과 달성 (2007년 매출 583억 원)
- 2008년 5월: 댄스컬 《사랑하면 춤을 춰라》 전용관 개관
- 2008년 10월: 중계 1호차 설비 HD 전환 (HD 중계차 2대, SD 중계차 1대 보유)
- 2008년 12월: 특별 명예퇴직 실시
- 2009년 3월: 제10대 대표이사 최천 사장 취임
- 2009년 5월: 사옥 이전 (목동 방송회관 13층 → 상암동 DMC 첨단산업센터 2층)
- 2011년 8월: MBC 미디어텍과 MBC 프로덕션을 MBC C&I로 합병

### 드라마 제작사
- 밥이 되어라
- 두 번째 남편
- 비밀의 집 - 초록뱀미디어와 공동제작
- 마녀의 게임
- 하늘의 인연
- 세번째 결혼
- 용감무쌍 용수정
- 친절한 선주씨
- 태양을 삼킨 여자 끝나면 폐지

### 타사
- 선택의 도의증
- 노란 복수초
- 유리가면

## 조직

### 사장

#### 부사장
- 경영지원센터

#### 콘텐츠 본부
- 교양·예능제작센터
- 드라마제작센터
- 콘텐츠기획센터
- 콘텐츠사업센터

#### 인프라 본부
- 중계기술센터
- 영상제작센터
- 종합편집센터
- SI사업센터
- 기술연구센터

#### 아카데미 본부
- 자산운영센터
- 콘텐츠교육센터
- 아카데미사업센터
  - 아카데미지원팀

## 보유 자산

### 장비

#### 중계 장비
- 중계1호 · 2호(SD)
  - VMU: 조디악 2.5M/E 시스템
  - 카메라: HK-388W(이케가미)
  - 스위처: Q3200X8(32X8)
- 중계3호(HD)
  - 카메라: HDC-1000, HDC-1500
  - 스위처: MVS-8000G

### 드라마 제작
- MBC 일일 드라마

### 기타
- 본사: 일산 MBC 드림센터
- 스튜디오 및 편집실: 일산 MBC 드림센터

## 같이 보기
- 손바닥 TV
- KBS 미디어